# Zagyvarékas
Zagyvarékas es un pueblo húngaro perteneciente al distrito de Szolnok, condado de Jász-Nagykun-Szolnok.

## Superficie
Cuenta con una superficie de 31,71 km².

## Demografía
Hasta 2024 la población era de 3523 habitantes, con una densidad de población de 111,10 hab/km².
| Gráfica de evolución demográfica de Zagyvarékas entre 2020 y 2024 |
|                                                                   |
| Datos según la Oficina Central de Estadística de Hungría.         |